# Темна енергія

Склад Всесвіту за даними супутника WMAP

Діаграма, що показує прискорене розширення Всесвіту через темну енергію.

Темна енергія — в космології гіпотетична форма енергії, що має від'ємний тиск і рівномірно заповнює весь простір Всесвіту. Згідно з положеннями загальної теорії відносності, гравітація залежить не лише від маси, але і від тиску, до того ж від'ємний тиск має породжувати відштовхування, антигравітацію. Згідно з останніми даними, було виявлено прискорення розширення Всесвіту в космологічних масштабах. Темна енергія має складати значну частину так званої прихованої маси Всесвіту.
Існує 2 варіанти пояснення сутності темної енергії:
- Темна енергія є космологічна стала — незмінна енергетична густина, що рівномірно заповнює простір.

- Темна енергія є динамічне поле, енергетична густина якого може змінюватися в просторі-часі. У такому випадку його називають квінтесенція, якщо поле спадає з часом, або фантом, якщо його густина зростає.

Остаточний вибір між двома варіантами вимагає високоточних вимірів швидкості розширення Всесвіту, щоб зрозуміти, як ця швидкість змінюється з часом. Темпи розширення Всесвіту описуються космологічним рівнянням стану. Розв'язок рівняння стану для темної енергії — одна з найнагальніших задач сучасної спостережної космології.
Введення космологічної константи в стандартну космологічну модель (так звану метрику Фрідмана-Леметра-Робертсона-Вокера, FLRW) призвело до появи сучасної моделі космології, відомої як модель Лямбда-CDM. Ця модель добре узгоджується з існуючими космологічними спостереженнями.

## Історія відкриття

### Космологічна стала
У 1916 році Альбертом Ейнштейном була створена Загальна теорія відносності — найбільш точна і донині теорія гравітації. Проте з її рівнянь випливало, що Всесвіт не може бути стабільним, а натомість стягується силами тяжіння в одну точку. Ейнштейн же вважав тоді, що Всесвіт є стаціонарним, тому він модифікував свою теорію, додавши до неї ще один член, що отримав назву космологічна стала або лямбда-член. Космологічна стала відповідала антигравітаційній силі, що зростала пропорційно відстані. При цьому, у доступних людству масштабах вона була занадто слабкою, щоб бути виявленою.
У 1922 році Олександр Фрідман створив іншу модель, що не включала в себе антигравітації, але не була стаціонарною — Всесвіт Фрідмана розширювався або навпаки, стискався. Вже наступного року Едвін Габбл розробив метод вимірювання відстаней до далеких туманностей за допомогою цефеїд, завдяки чому до 1929 року виміряв відстані до кількох сотень галактик, і показав, що швидкість віддалення інших галактик від нашої росте пропорційно відстані до них. Швидкість вздовж лінії зору можна доволі точно визначити, вимірявши червоний зсув у спектрах їх зірок, і ще у 1917 році Весто Слайфер виміряв відносні швидкості туманностей, і помітив, що майже всі вони швидко віддаляються від Землі, проте тоді ще не було зрозуміло, що спіральні туманності — це галактики, подібні нашій .
З іншого боку, 1925 року Жорж Леметр показав, що рівновага моделі з космологічною сталою є нестійкою.
Всі ці відкриття призвели до того, що загальноприйнятою стала модель нестаціонарного Всесвіту що розширюється, а космологічна стала була виключена Ейнштейном з його рівнянь. Протягом життя він неодноразово визнавав цю спробу помилкою . До 1990-х років ідея космологічної константи стала непопулярною, хоча зустрічалася у деяких теоретичних роботах: наприклад, у 1965 році Ераст Глінер створив сучасну інтерпретацію космологічної сталої як антигравітаційного середовища зі сталою густиною .

### Експериментальне відкриття
На початку 90-х виникла нова космологічна проблема — стало зрозуміло, що кривина Всесвіту пов'язана з його густиною і сталою Габбла. При цьому густина Всесвіту, включаючи темну матерію, була втричі нижчою, ніж мала б бути для того, щоб простір мав нульову кривину. З іншого боку, припущення про велику кривину Всесвіту породжувало нові проблеми через те, що інфляційна модель Всесвіту передбачала саме нульову кривину. Втім, незважаючи на це, моделі з кривиною були популярними .
Проте, все змінилося 1998 року, коли більш точні виміри залежності швидкості розбігання галактик від відстані, зроблені за допомогою більш яскравих «стандартних свічок» — наднових зірок типу Ia — показали, що у минулому швидкість розбігання була нижчою. Це було сильним підтвердженням гіпотези про наявність іншої форми матерії, що не взаємодіє гравітаційно звичайним чином, завдяки чому і прискорювалося розбігання галактик. Маса цієї матерії створювала додаткові 70 % густини Всесвіту. 2011 року Сол Перлматтер, Браян П. Шмідт і Адам Рісс отримали Нобелівську премію з фізики за відкриття прискореного розширення Всесвіту.
Остаточно наявність темної енергії, а також її частку від усієї матерії вдалося встановити вивчаючи анізотропію реліктового випромінювання. Це було зроблено у експериментах BOOMERanG і MAXIMA. Найбільш точні вимірювання були зроблені космічним телескопом «Планк» у період від 2009 до 2013 року. Згідно з ними, темна енергія складає близько 68 % від всієї маси Всесвіту.

## Властивості
Головною особливістю темної енергії є її постійна густина. Вона є однаковою в усіх системах відліку і на відміну від темної матерії, темна енергія не скупчується у просторі, а розподілена по ньому рівномірно. Також, густина темної енергії не змінюється в часі, принаймні не більше ніж на 10 % за останні 8 мільярдів років. Густину темної енергії можна виразити як
{\displaystyle \rho ={\frac {c^{2}\Lambda }{8\pi G}}}
що чисельно дорівнює близько 7·10−30 г/см³. Незважаючи на таке низьке значення, наразі темна енергія домінує у Всесвіті і складає близько 70 % його маси. Через свою постійність темна енергія і спричиняє прискорене розширення всесвіту. Другою важливою особливістю темної енергії є її невзаємодія з речовиною, або принаймні ця взаємодія знаходиться за межами наших можливостей до вимірювання.

## Відмінності між темною матерією і темною енергією
Темна матерія й темна енергія разом складають більшу частину (більше 90 %) маси нашого Всесвіту, і мають невідому, але достеменно різну природу. Темна матерія складається з частинок невідомого виду, що взаємодіють зі звичайною матерією гравітаційно, і ніякими іншими способами не взаємодіють (або взаємодіють надзвичайно слабко). Темна енергія не є частинками будь-якого сорту, а є полем невідомого виду, або ж властивістю безпосередньо фізичного вакууму.

## Механізм дії

### Пояснення через від'ємний тиск
Для пояснення властивостей темної енергії можна порівняти її з більш звичним середовищем, таким як газ. Газ у ємності створює тиск, що намагається розштовхнути стінки ємності. Тому при збільшенні об'єму газу його енергія зменшується, через те, що газ виконує роботу (адіабатичний процес). Темну енергію також можна розглядати як суцільне середовище, що заповнює Всесвіт. Проте при збільшенні об'єму Всесвіту загальна кількість темної енергії зростає (адже її густина незмінна), тому, хоча густина темної енергії додатна, її тиск — від'ємний. Розрахунки показують, що він дорівнює за абсолютним значенням густині темної матерії (з точністю до множника с²), {\displaystyle p=-\rho c^{2}}. Експериментальні дані підтверджують це рівняння з точністю до 10 %.
У Загальній теорії відносності ефективна гравітуюча густина дорівнює {\displaystyle \rho _{eff}=\rho +3p/c^{2}}. Через від'ємний тиск ця величина також виявляється від'ємною, що і створює ефект антигравітації (хоча насправді так проявляється звична нам гравітація).

### Пояснення через кривину
Уявімо всесвіт, у якому є тільки темна енергія. Як відомо з рівнянь Ейнштейна, кривина простору-часу пропорційна кількості речовини, що перебуває в ньому. Проте, оскільки густина темної енергії не змінюється з часом, кривина такого всесвіту також буде постійною. Кривина всесвіту відповідає його темпу розширення, який через це також не буде змінюватись. Проте під темпом розширення слід розуміти час, який потрібен, щоб відстань між двома точками збільшилася вдвічі — легко бачити, що рівномірний темп розширення відповідає експоненційному прискоренню точок. 
У нашому Всесвіті крім темної енергії наявна і матерія, тому наш Всесвіт наразі розширюється повільніше — проте чим більш домінуючою буде темна енергія, тим ближчим буде темп розширення до постійного (а швидкості — до експоненційно зростаючих).

## Значення для еволюції Всесвіту
Густина звичайної матерії зменшується з часом, тоді як густина темної енергії не змінюється, тому в майбутньому темна енергія буде домінувати все більше. З іншого боку, це означає, що у минулому її роль була меншою. Так, 8 мільярдів років тому темна енергія складала лише 13 % від маси Всесвіту. Зумовлене темною енергією прискорене розширення почалося приблизно 6,5 мільярдів років тому. Подальший розвиток подій залежить від природи темної енергії, що досі невідома, тому існує кілька ймовірних варіантів.
Базовий сценарій передбачає, що темна енергія в майбутньому буде діяти так само, як і зараз. У такому випадку, скупчення галактик лишаться пов'язаними гравітаційно, проте, через прискорене розширення, вилетять за межі видимого всесвіту й перестануть бути видимими одне для одного. Самі скупчення будуть старішати й прямувати до теплової смерті.
У випадку, якщо темна енергія є не енергією вакууму, а пов'язана з деяким полем, то можлива повільна зміна її густини з часом. 
Якщо вона буде зменшуватися, то прискорення Всесвіту буде сповільнюватися, і може навіть обернутися так званим великим стисканням. 
У випадку, якщо густина буде зростати, то зростаюча антигравітація буде розбивати системи, що раніше були зв'язаними — скупчення галактик, потім галактики, планетні системи, тверді тіла й навіть атоми та нуклони (великий розрив).

## Свідчення про існування

### Спостереження за надновими

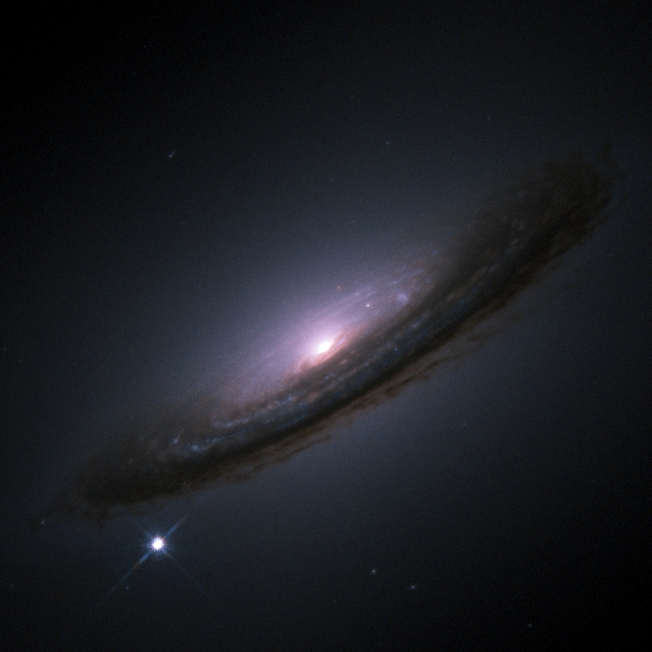
Наднова типу Ia (у лівому нижньому куті)

Співвідношення Філіпса показують зв'язок між абсолютною яскравістю наднової типу Ia і часом затухання її спалаху. Завдяки цьому наднові цього типу є дуже привабливими у якості надзвичайно яскравих «стандартних свічок», за допомогою яких можна визначати відстань до далеких галактик. Оскільки ми бачимо далекі галактики такими, які вони були у далекому минулому, таким чином можна дізнатися залежність швидкості розбігання не тільки від відстані до Землі а і від часу. Можна було б очікувати, що, оскільки гравітація поступово сповільнює галактики, у минулому їх швидкість була більшою, ніж зараз. Проте виявилося, що все навпаки, і швидкість розбігання збільшується з часом, що вказує на наявність неврахованих сил у Всесвіті. Останній і найбільш повний експеримент по спостереженню за надновими — Supernova Cosmology Project.

### Спостереження за реліктовим випромінюванням
Квантові флуктуації, що існували у Всесвіті через 10−43−10−36 після великого вибуху, стали причиною виникнення акустичних хвиль у речовині раннього гарячого Всесвіту. Цей процес був описаний Сахаровим у 1965 році.
Важливо, що у Фур'є-розкладі флуктуацій за мультипольними моментами, положення першого і найвищого піку залежить від кривини Всесвіту. Кривина, в свою чергу, пов'язана з постійною Габбла і густиною матерії у Всесвіті жорстким співвідношенням. Дані, зібрані космічним телескопом «Планк» показують, що Всесвіт є майже пласким: його кривина менша за 0,005. Проте сукупна густина матерії (баріонної, темної, фотонів і нейтрино), в такому випадку втричі менша за реальну, що вказує на велику кількість неврахованої матерії, що не взаємодіє гравітаційно звичним чином.

### Ефект Сакса-Вольфа
Фотон, що пролітає повз велику гравітуючу масу зазнає блакитного зміщення при наближенні до неї, і червоного при віддаленні. Проте, у Всесвіті, що розширюється з прискоренням, червоне зміщення є трохи меншим за блакитне. Це явище називається інтегральним ефектом Сакса — Вольфа, і може бути знайдене за допомогою аналізу реліктового випромінювання. У 2008 році група американських астрономів заявила, що знайшла інтегральний ефект Сакса — Вольфа.

## Теорії темної енергії
Статус темної енергії як гіпотетичної сили з невідомими властивостями робить її активною темою досліджень. Проблема вивчається з різних аспектів, таких як загальна теорія відносності, спроби визначити властивості темної енергії та пошук альтернативних способів пояснення спостережуваних даних.

### Космологічна стала
Найпростіше пояснення темної енергії — це те, що вона є невід’ємною фундаментальною властивістю простору. Це космологічна стала, зазвичай позначена грецькою літерою {\displaystyle \lambda } (Лямбда, звідси й назва моделі Лямбда-CDM). Оскільки енергія та маса взаємопов'язані за рівнянням E=mc^2, теорія загальної відносності Ейнштейна передбачає, що ця енергія матиме гравітаційний ефект. Її іноді називають енергією вакууму, оскільки це густина енергії порожнього простору – вакууму.
Основною нерозв'язаною проблемою є те, що теоретичне значення космологічної сталої яке передбачає квантова теорія поля дуже сильно, приблизно на 120 порядків величини більше за експериментальні значення. Це потребує майже повного, але не точного, скасування цього значення рівноцінним терміном протилежного знаку.
Деякі супергіроскопічні теорії вимагають, щоб космологічна стала була рівною нулю. Також невідомо, чи існує метастабільний вакуумний стан у теорії струн з позитивною космологічною сталою. Ульфом Даніельссоном та іншими вченими було висунуто припущення, що такого стану не існує. Це припущення не відкидає інші моделі темної енергії, такі як квінтесенція, які можуть бути сумісні з теорією струн.

### Квінтесенція
Квінтесенція відрізняється від космологічної сталої тим, що вона може змінюватися в просторі та часі. Для того, щоб вона не згущувалась і не формувала структури, як звичайна матерія, поле повинно бути дуже легким, щоб мати велику довжину хвилі Комптона. У найпростіших випадках поле квінтесенції має канонічний кінетичний член, взаємодіє з гравітацією лише мінімально та не містить складних додаткових термінів у своєму лагранжіані.
Доказів наявності квінтесенції поки що немає, але вона й не була відкинута. Зазвичай вона передбачає трохи повільніше прискорення розширення Всесвіту порівняно з космологічною сталою. Деякі вчені вважають, що найкращими доказами існування квінтесенції були б порушення принципу еквівалентності Ейнштейна або варіація фундаментальних констант у просторі чи часі. Скалярні поля передбачаються Стандартною моделлю фізики елементарних частинок і теорією струн, але виникає аналогічна проблема, як і з проблемою космологічної сталої (або проблемою побудови моделей космологічної інфляції): теорія перенормування передбачає, що скалярні поля повинні набувати великих мас.
Парадокс збігу полягає в тому, чому прискорене розширення Всесвіту розпочалося саме в цей період його еволюції. Якби це сталося раніше, галактики не встигли б сформуватися, і життя, принаймні в тій формі, яку ми знаємо, не мало б шансів виникнути. Прихильники антропного принципу розглядають це як підтвердження своїх поглядів. Однак багато моделей квінтесенції мають так звану «трекерну» поведінку, що допомагає вирішити цю проблему. У таких моделях поле квінтесенції має густину, яка дуже схожа на густину випромінювання, поки не досягне Великого Вибуху. Це викликає перехід квінтесенції до стану темної енергії, яка зрештою стає основною силою у Всесвіті. Такий процес природним чином встановлює низьку енергетичну шкалу темної енергії.
У 2004 році, коли вчені підлаштовували моделі еволюції темної енергії відповідно до космологічних даних, вони виявили, що рівняння стану, можливо, перетнуло межу космологічної сталої (w = −1) зверху вниз. Було доведено теорему "непрохідності", що цей сценарій вимагає моделей з принаймні двома типами квінтесенції. Цей сценарій називається сценарієм Квінтом.
Деякі спеціальні випадки квінтесенції включають фантомну енергію, в якій густина енергії квінтесенції насправді зростає з часом, та k-есенцію (скорочення від кінетичної квінтесенції), яка має нестандартну форму кінетичної енергії, таку як негативна кінетична енергія. Вони можуть мати незвичайні властивості: фантомна енергія, наприклад, може призвести до Великого Розриву.
Група дослідників стверджувала в 2021 році, що спостереження за напруженістю Габбла можуть означати, що лише моделі квінтесенції з ненульовою сталою взаємодією є життєздатними.

## Альтернативні гіпотези
Теоретично, можливо що темної енергії не існує, а прискорення викликане тим, що загальноприйняті рівняння, що описують гравітацію неточні, проте розбіжності виникають лише на значних відстанях. Такі рівняння мають переходити в ЗТВ на малих масштабах. Іншою можливістю є додаткові виміри, що не фіксуються експериментально, проте в які можуть «розповзатися» силові лінії гравітаційного поля. Наразі[коли?], нової теорії гравітації, що добре описує всі спостереження, ще не побудовано.
Вчені сподіваються, що запуск у липні 2023 року нового космічного телескопу під назвою «Евклід» (англ. Euclid), місія ESA (Європейського космічного агентства) за участю NASA, дозволить дослідити, чому розширення Всесвіту прискорюється. У травні 2027 року до «Евкліда» приєднається космічний телескоп NASA «Nancy Grace Roman».